# Gymnocalycium
Gymnocalycium is een geslacht van kogelvormige, geribde cactussen. De ruim zestig soorten stammen alle uit Argentinië en de buurlanden hiervan: Zuid-Brazilië, Bolivia, Uruguay en Paraguay.
De naam van het geslacht is een samenstelling van Oudgrieks γυμνός, gumnos (onbedekt, naakt) en κάλυξ. kalux (kelk). De bloem heeft een kelk zonder doorns of haren, alleen met schubben.
Gymnocalycium-soorten zijn bolvormig en vormen soms zoden. De planten zijn bedoornd, met een tot vijftien doorns per areool. De trechtervormige bloemen zijn geel of rood en als knop geschubd en verschijnen vanaf de top van de plant. De bloeitijd is meestal 's zomers.
De meeste soorten zijn makkelijk te houden als kamerplant.

## Soorten
De volgende ruim zestig soorten vallen onder dit geslacht:
- Gymnocalycium affine
- Gymnocalycium alboareolatum
- Gymnocalycium alenae
- Gymnocalycium amerhauseri
- Gymnocalycium andreae
- Gymnocalycium angelae
- Gymnocalycium anisitsii
- Gymnocalycium × applanatum
- Gymnocalycium baldianum
- Gymnocalycium basiatrum
- Gymnocalycium bayrianum
- Gymnocalycium berchtii
- Gymnocalycium bodenbenderianum
- Gymnocalycium bruchii
- Gymnocalycium cabreraense
- Gymnocalycium calochlorum
- Gymnocalycium campestre
- Gymnocalycium capillense
- Gymnocalycium castellanosii
- Gymnocalycium chacoense
- Gymnocalycium chiquitanum
- Gymnocalycium denudatum
- Gymnocalycium erinaceum
- Gymnocalycium esperanzae
- Gymnocalycium eurypleurum
- Gymnocalycium gibbosum
- Gymnocalycium glaucum
- Gymnocalycium horstii
- Gymnocalycium hossei
- Gymnocalycium kieslingii
- Gymnocalycium kroenleinii
- Gymnocalycium kuehhasii
- Gymnocalycium kulhanekii
- Gymnocalycium marekiorum
- Gymnocalycium marsoneri
- Gymnocalycium mendozaense
- Gymnocalycium mesopotamicum
- Gymnocalycium mihanovichii
- Gymnocalycium × momo
- Gymnocalycium monvillei
- Gymnocalycium mostii
- Gymnocalycium neuhuberi
- Gymnocalycium nigriareolatum
- Gymnocalycium ochoterenae
- Gymnocalycium oenanthemum
- Gymnocalycium paediophylum
- Gymnocalycium paraguayense
- Gymnocalycium pflanzii
- Gymnocalycium pinalii
- Gymnocalycium ponomarevae
- Gymnocalycium quehlianum
- Gymnocalycium ragonesei
- Gymnocalycium reductum
- Gymnocalycium rhodantherum
- Gymnocalycium ritterianum
- Gymnocalycium robustum
- Gymnocalycium saglionis
- Gymnocalycium sanluisense
- Gymnocalycium schickendantzii
- Gymnocalycium schroederianum
- Gymnocalycium spegazzinii
- Gymnocalycium stenopleurum
- Gymnocalycium striglianum
- Gymnocalycium taningaense
- Gymnocalycium uebelmannianum
- Gymnocalycium uruguayense
- Gymnocalycium victorii
- Gymnocalycium volskyi

## Galerij

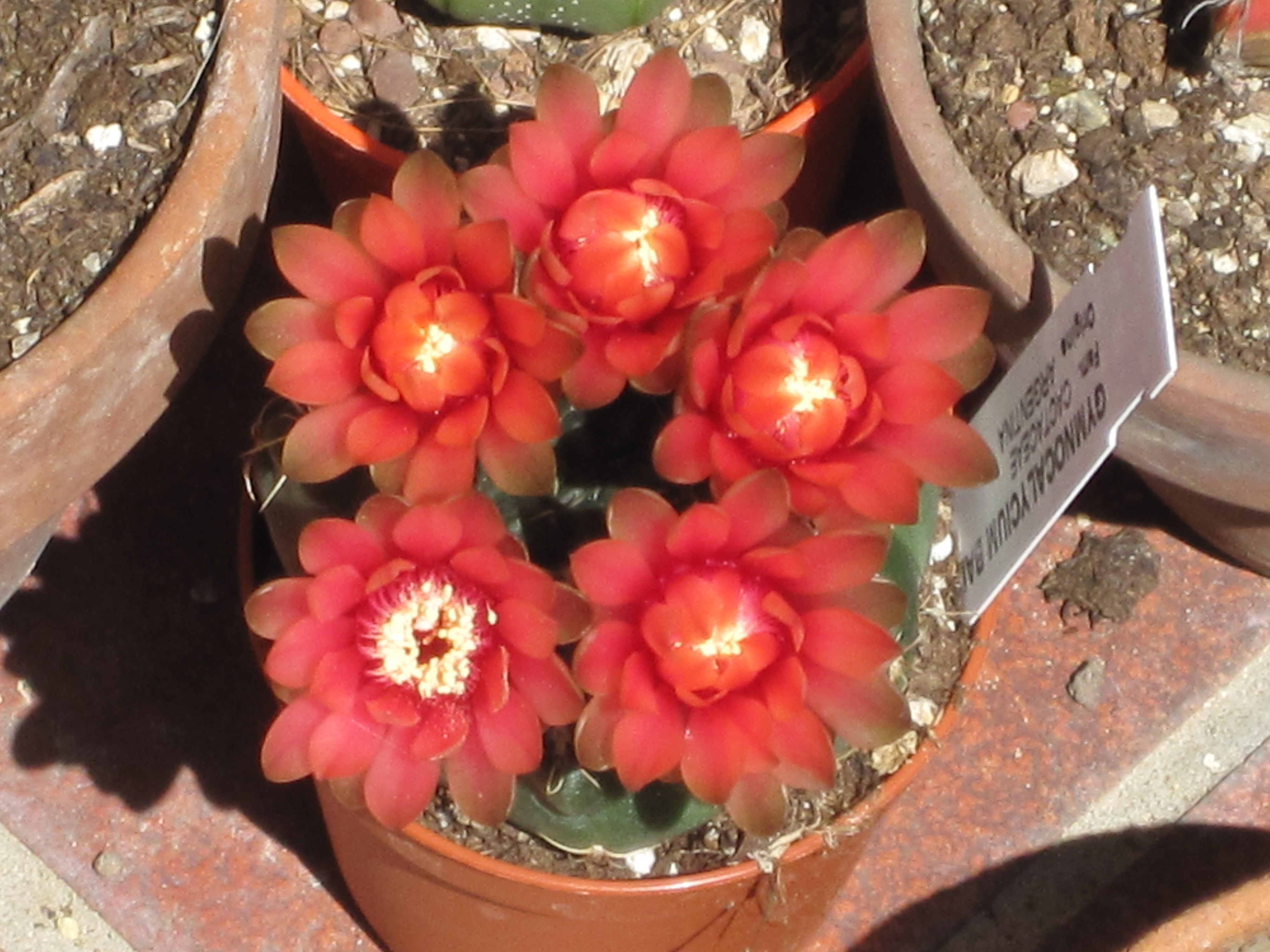
Gymnocalycium baldianum
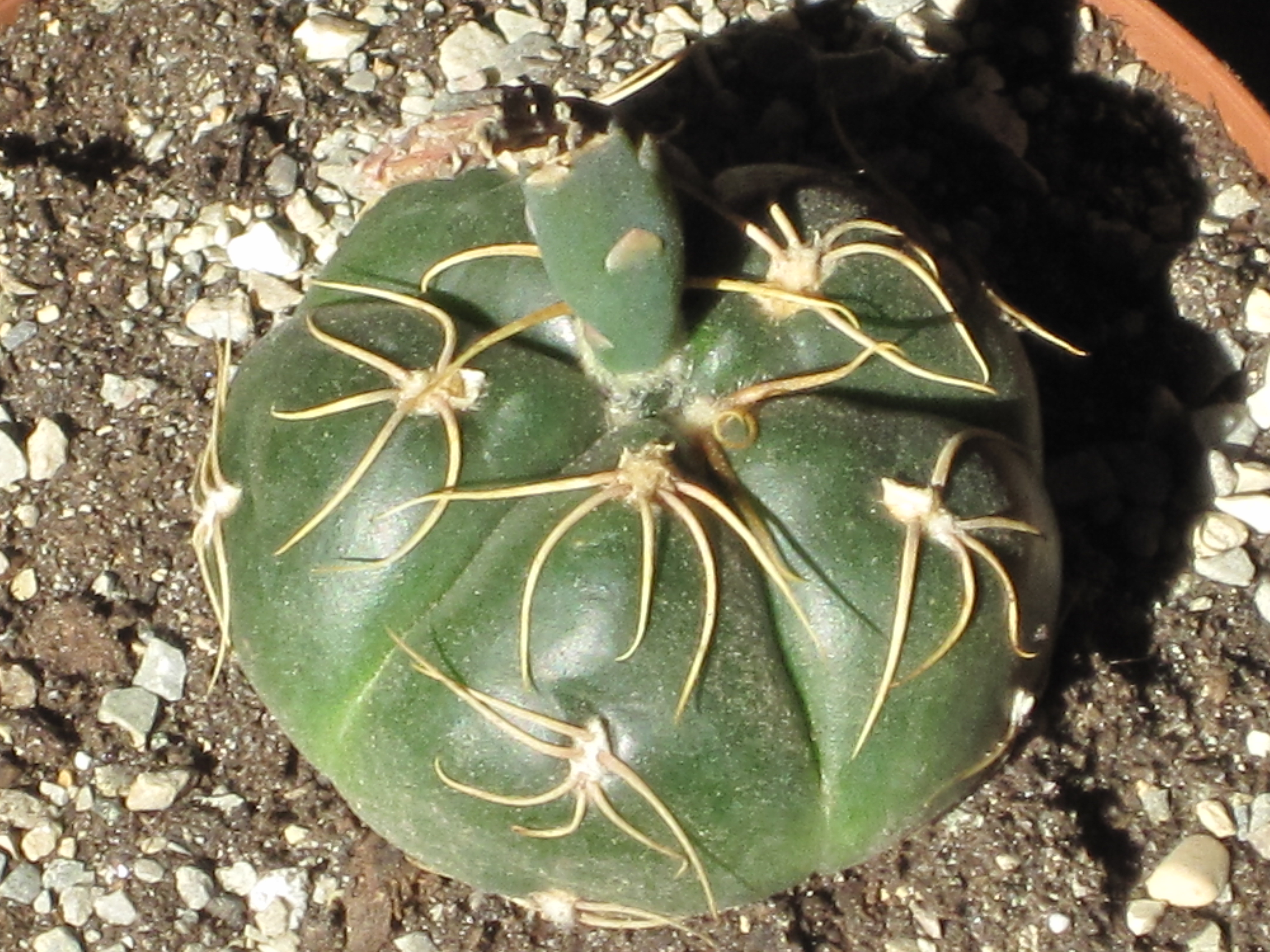
Gymnocalycium denudatum
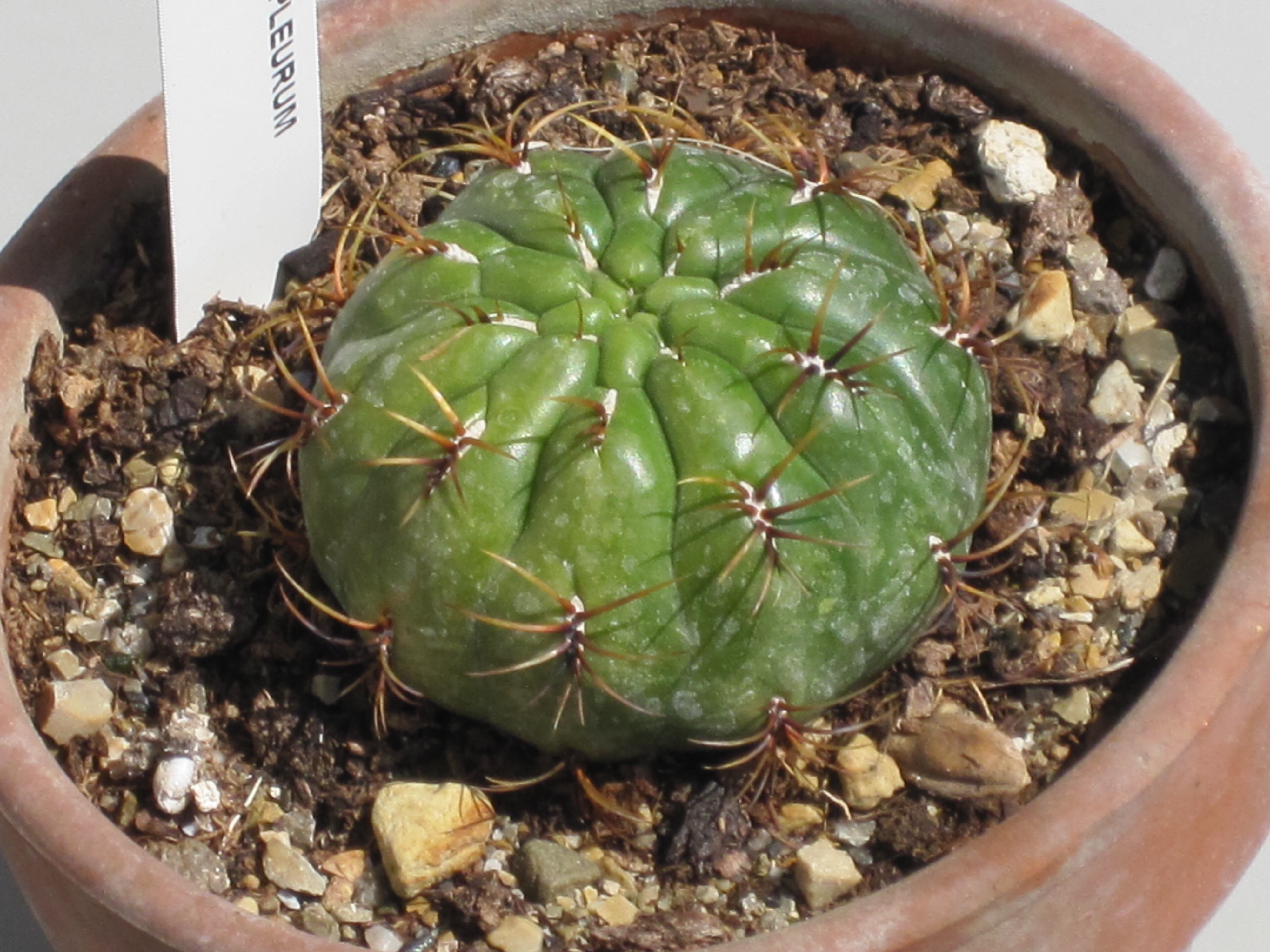
Gymnocalycium eurypleurum
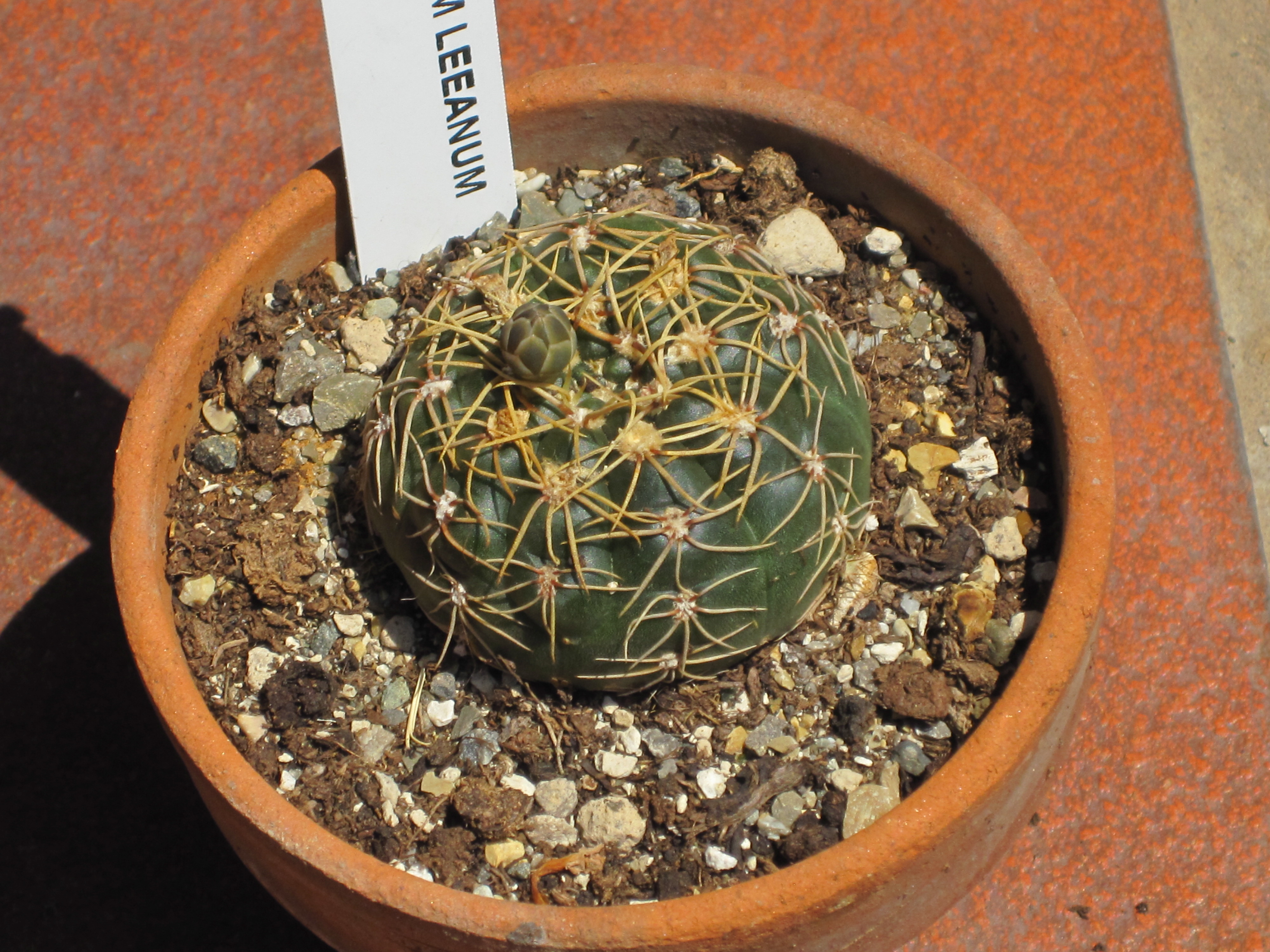
Gymnocalycium leeanum
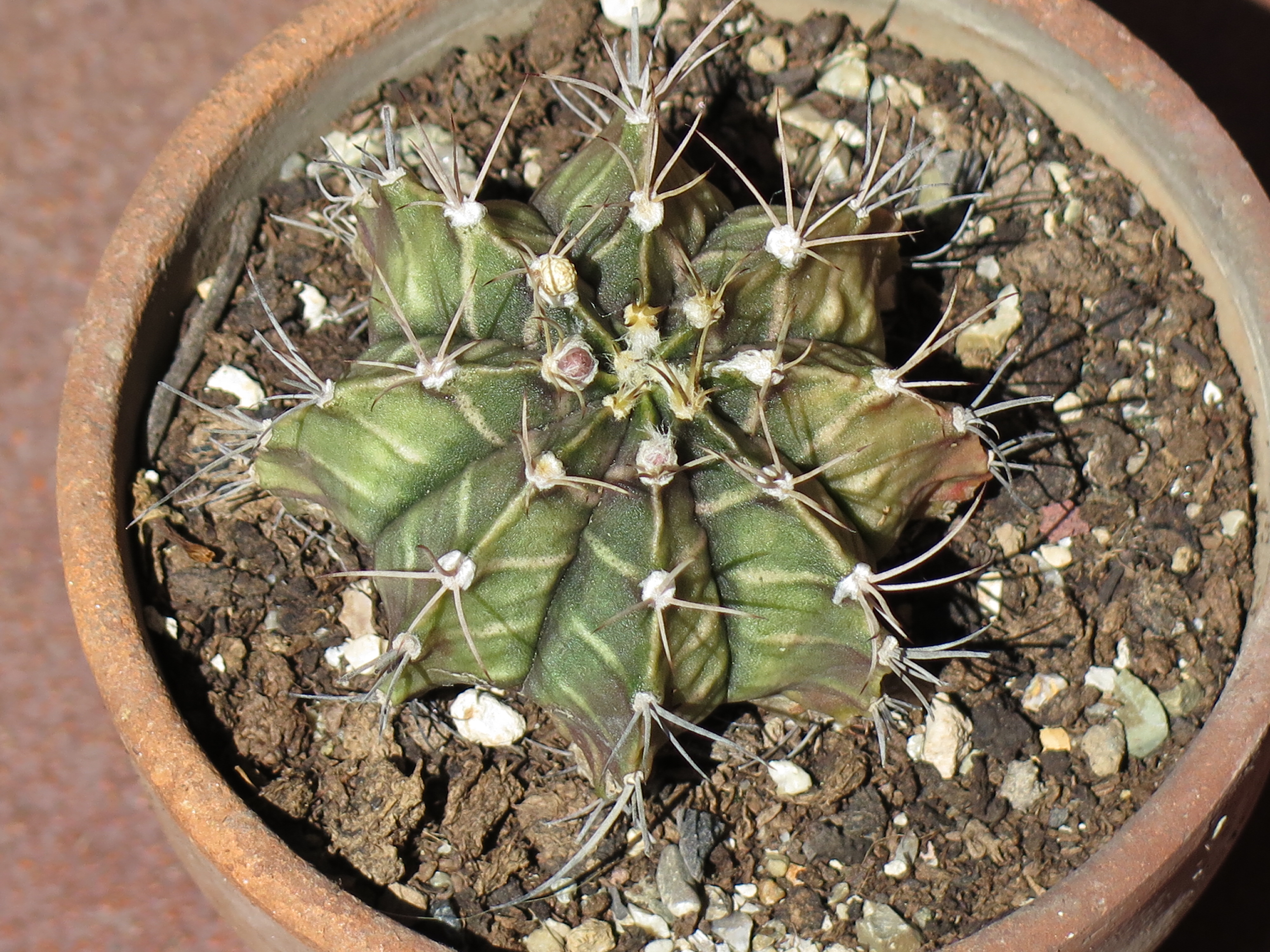
Gymnocalycium mihanovichii
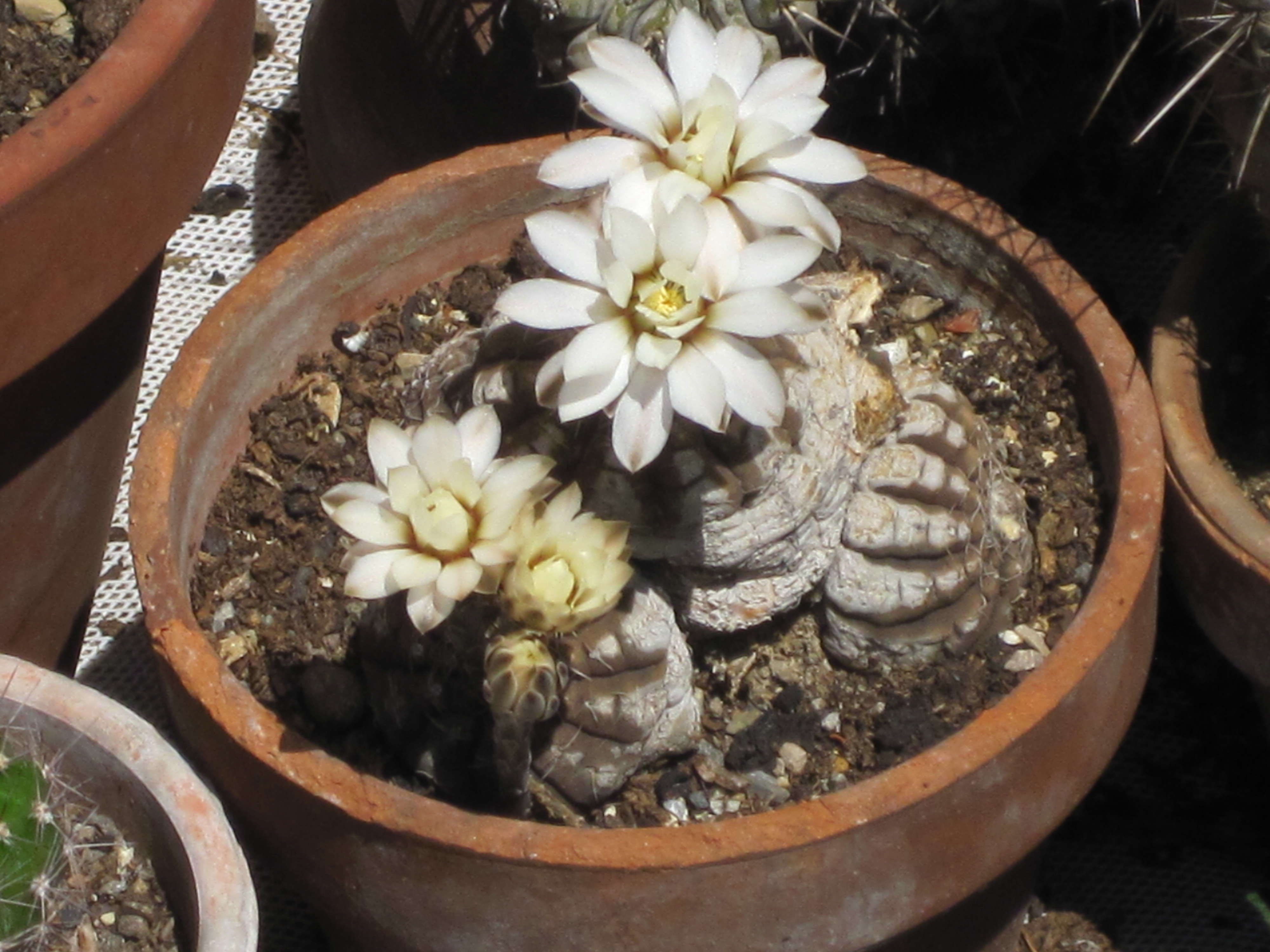
Gymnocalycium ragoneseii
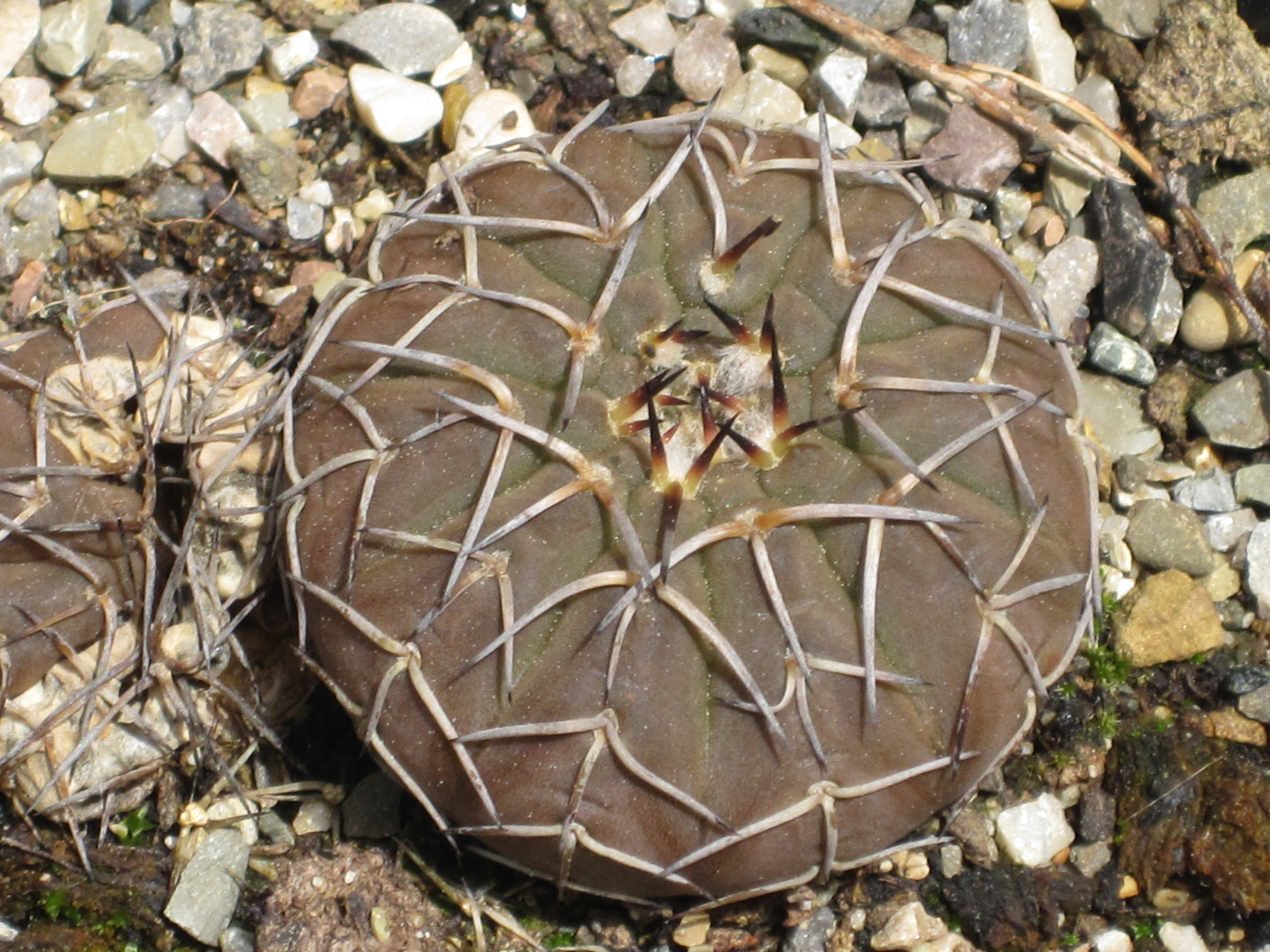
Gymnocalycium stellatum
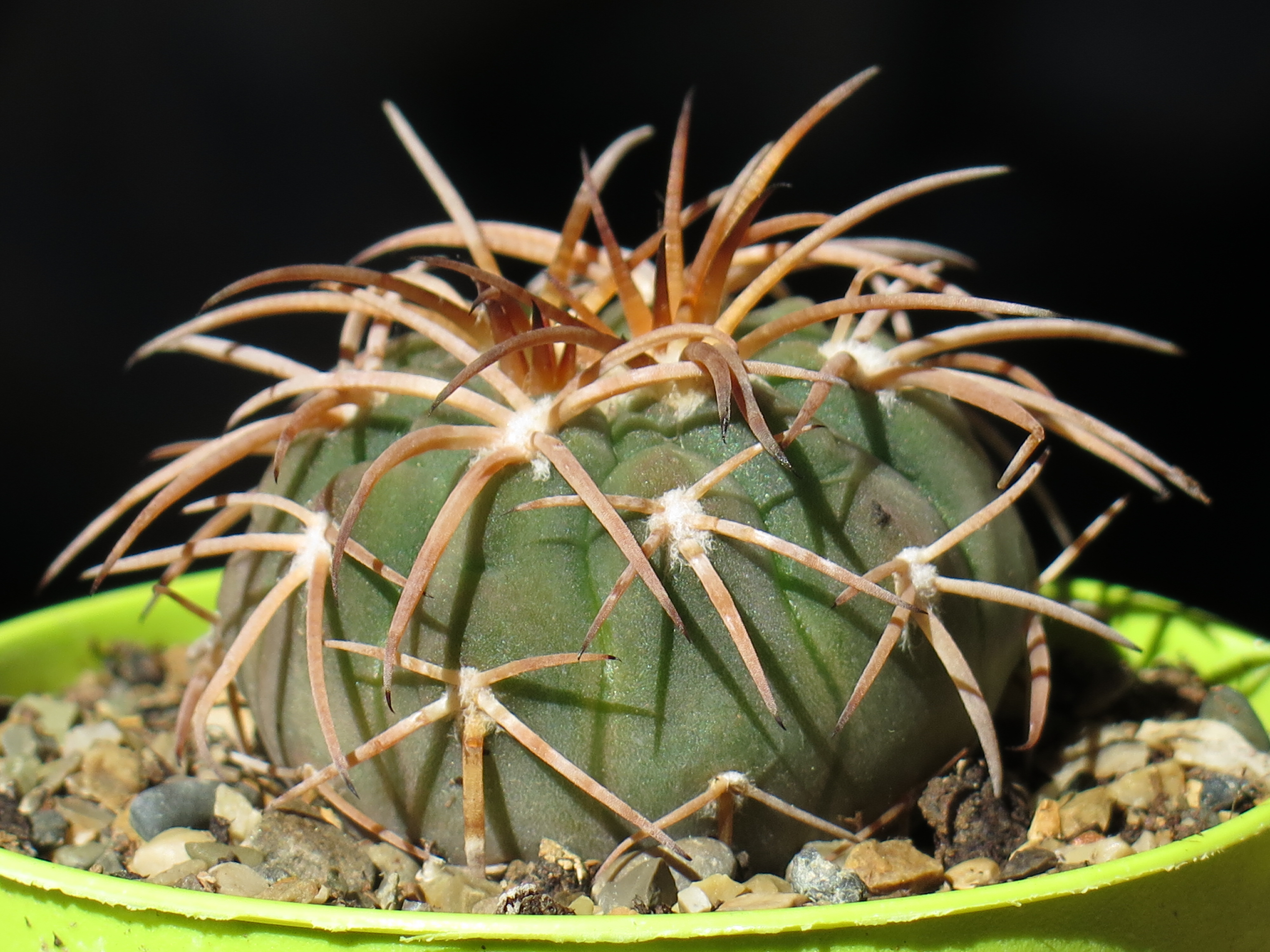
Gymnocalycium spegazzinii
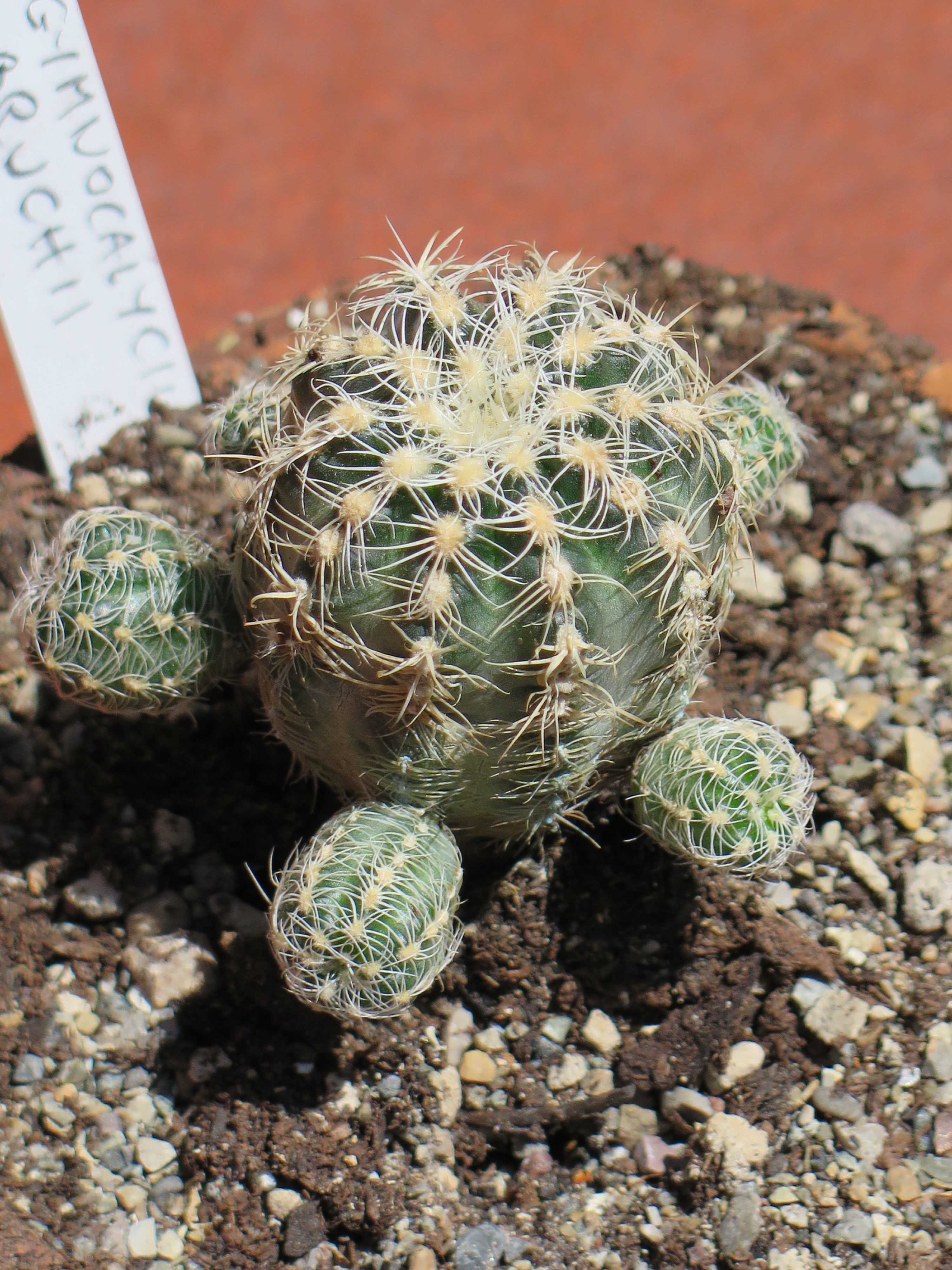
Gymnocalycium bruchii
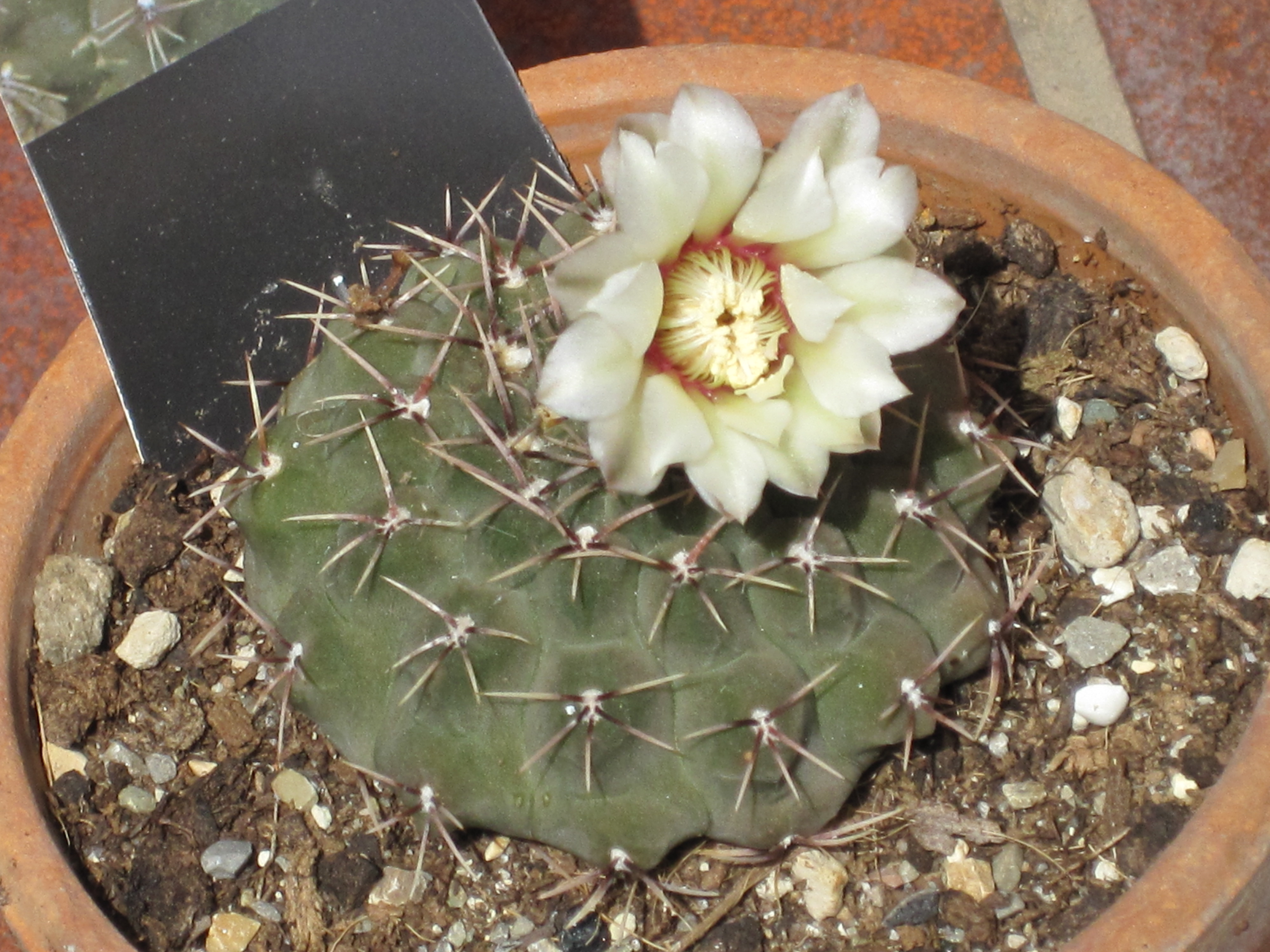
Gymnocalycium quehlianum

Acanthocalycium · 
Acanthocereus · 
Acharagma ·
Akersia ·  
Ancistrocactus · 
Ariocarpus · 
Armatocereus · 
Arrojadoa · 
Arthrocereus · 
Astrophytum · 
Austrocactus · 
Austrocylindropuntia · 
Aztekium · 
Bergerocactus · 
Blossfeldia · 
Bolivicereus · 
Brachycereus · 
Brasilicereus · 
Brasiliopuntia · 
Browningia · 
Calymmanthium · 
Carnegiea · 
Cephalocereus · 
Cephalocleistocactus · 
Cereus · 
Cintia ·
Cipocereus · 
Cleistocactus · 
Cochemeia · 
Coleocephalocereus · 
Consolea · 
Copiapoa · 
Corryocactus · 
Coryphantha · 
Cumulopuntia · 
Cylindropuntia · 
Dendrocereus · 
Denmoza · 
Discocactus · 
Disocactus · 
Echinocactus · 
Echinocereus · 
Echinomastus · 
Echinopsis · 
Epiphyllum · 
Epithelantha · 
Erdisia ·
Eriosyce · 
Escobaria · 
Escontria · 
Espostoa · 
Espostoopsis · 
Eulychnia · 
Facheiroa · 
Ferocactus · 
Frailea · 
Geohintonia · 
Grusonia · 
Gymnocalycium · 
Haageocereus · 
Harrisia · 
Hatiora · 
Hylocereus · 
Isolatocereus · 
Jasminocereus · 
Lasiocereus · 
Lemaireocereus · 
Leocereus · 
Lepismium · 
Leptocereus · 
Leuchtenbergia · 
Lobivia · 
Lophophora · 
Maihuenia · 
Maihueniopsis · 
Mammillaria · 
Mammilloydia · 
Matucana · 
Melocactus · 
Micranthocereus · 
Mila · 
Miqueliopuntia · 
Myrtillocactus · 
Neobuxbaumia · 
Neolloydia · 
Neoraimondia · 
Neowerdermannia · 
Notocactus · 
Obregonia · 
Opuntia · 
Oreocereus · 
Oroya · 
Ortegocactus · 
Pacherocactus · 
Pachycereus · 
Parodia · 
Pediocactus · 
Pelecyphora · 
Peniocereus · 
Pereskia · 
Pereskiopsis · 
Pierrebraunia · 
Pilosocereus · 
Polaskia · 
Praecereus · 
Pseudoacanthocereus · 
Pseudorhipsalis · 
Pterocactus · 
Pygmaeocereus · 
Quiabentia · 
Rauhocereus · 
Rebutia · 
Rhipsalis · 
Samaipaticereus · 
Schlumbergera· 
Sclerocactus · 
Selenicereus · 
Setiechinopsis · 
Stenocactus · 
Stenocereus · 
Stephanocereus · 
Stetsonia · 
Strombocactus · 
Sulcorebutia · 
Tacinga · 
Tephrocactus · 
Thelocactus · 
Trichocereus · 
Tunilla · 
Turbinicarpus · 
Uebelmannia · 
Weberbauerocereus · 
Weberocereus · 
Weingartia ·  
Yavia · 
Yungasocereus · 
Zygocactus ·